# Windham Quin
Windham Henry Quin, segundo conde de Dunraven y Mount-Earl (29 de septiembre de 1782 - 6 de agosto de 1850) fue un par irlandés. 

## Origen
Era el hijo mayor de Valentine Richard Quin, primer conde de Dunraven y Mount-Earl y Lady Frances Muriel Fox-Strangways, hija de Stephen Fox-Strangways, primer conde de Ilchester , y su esposa, la ex Elizabeth Horner .  Tenía una hermana, Lady Harriet Quin, quien se casó con Sir William Payne-Gallwey, 1er Baronet y murió en 1845. 
Fue nombrado Lord Adare de 1816 a 1822 y Viscount Adare a partir de entonces hasta que le sucedió al Earldom tras la muerte de su padre en 1824.  Tomó el apellido adicional de Wyndham, convirtiéndose en Windham Wyndham-Quin, el 7 de abril de 1815. 

## Vida
Fue nombrado Custos Rotulorum del Condado de Limerick de por vida en 1818.  Se desempeñó como MP para el Condado de Limerick en el Parlamento del Reino Unido desde 1806 hasta 1820.

## Matrimonio y progenie
El 27 de diciembre de 1810 se casó con Caroline, hija y heredera de Thomas Wyndham de Dunraven Castle, Glamorgan y Clearwell , Gloucestershire.  Tenían los siguientes hijos: 
- Edwin Wyndham-Quin, 3er Conde de Dunraven y Mount-Earl (1812–1871)
- Capitán el Excmo.  Windham Henry Wyndham Quin (2 de noviembre de 1829 - 1865), quien el 24 de enero de 1856 se casó con Caroline, tercera hija del contraalmirante George Tyler , KH, de Cottrell, Glamorgan, MP, y tuvo un problema.
- Lady Anna Maria Charlotte Wyndham Quinn (noviembre de 1814 - 7 de enero de 1855), quien se casó con William Monsell, primer barón Emly el 11 de agosto de 1836.